# جون مادسن
جون مادسن (بالإنجليزية: Jon Madsen)‏ هو فنان قتال مختلط أمريكي، ولد في 12 فبراير 1980 في مقاطعة أورانج في الولايات المتحدة.

## وصلات خارجية
- جون مادسن على موقع يو إف سي (الإنجليزية)
- جون مادسن على موقع شيردوغ (الإنجليزية)
- جون مادسن على موقع IMDb (الإنجليزية)